# William Lamb Picknell
Ne doit pas être confondu avec George W. Picknell.
William Lamb Picknell, né le 23 octobre 1853 à Hinesburg (Vermont) et mort le 8 août 1897  à Marblehead (Massachusetts), est un peintre paysagiste américain ayant séjourné en France.

## Biographie
Fils d'un pasteur baptiste, mais orphelin dès l'âge de 14 ans, William Lamb Picknell vit alors chez l'un de ses oncles à Chelsea près de Boston, se liant d'amitié avec Edward Waldo Emerson, fils du philosophe Ralph Waldo Emerson et travaillant d'abord comme commis dans un magasin de photos et d'encadrements. Âgé de 18 ans, il parvient difficilement à persuader son oncle de le laisser venir en Europe (son oncle lui donne 1 000 dollars d'avances sur son héritage, lui précisant qu'il n'aurait aucune autre aide financière par la suite) où il va passer plusieurs années, d'abord à Rome en 1873-1874 où il s'initie pendant dix-huit mois à la peinture auprès du peintre George Inness, puis à Paris à l'École des beaux-arts auprès de Jean-Léon Gérôme. À l'instigation de Robert Wylie, il séjourne pendant quatre ans à Pont-Aven (à l'hôtel Julia pour lequel il peignit des peintures dans tout l'hôtel) et à Concarneau.
À partir de 1876, il expose au Salon de Paris où il est le premier peintre paysagiste américain à être distingué, recevant une mention honorable en 1880 avec La route de Concarneau.

« W. L. Picknell, élève de Gérôme, (...) [se] révèle un paysagiste original et soigneux. Sa Route de Concarneau est d'un effet puissant ; non pas seulement par l'intensité du gris de la poussière que rien ne rompt, du bleu du ciel, du noir des verdures, mais parce que tout cela compose un ensemble qui ne peut s'attribuer qu'à un pays, qu'à un moment de l'année, qu'à une heure du jour. »

Il séjourne ensuite deux hivers en Angleterre dans la région de New Forest, puis retourne aux États-Unis, vivant alors à Waltham (Massachusetts), tout en voyageant à travers le pays, notamment en Floride et en Californie. En 1889, il se marie avec Gertrude Pouvoirs et revient en France, séjournant à Grez-sur-Loing, Moret-sur-Loing et Antibes, retournant aux États-Unis en 1897 où il passe la dernière année de sa vie.

## Œuvres
- Le matin sur le littoral méditerranéen (huile sur toile, musée d'Orsay)[5]
- La route de Concarneau, 1880, Corcoran Gallery
- Pêcheur, 1882
- Lande de Kerran, Finistère, 1877
- The opium den (1881)[6]
- Matin sur le Loing à Moret, vers 1895
- Jour gris, Moret (vers 1895)[7]
- Bords du Loing, vers 1895
- In the olive grove[8]
- Meadow path[9]
- Hivernal Mars (musées nationaux de Liverpool)[10]
- Mountain Landscape With Coach[11]
- Annisquam[12]

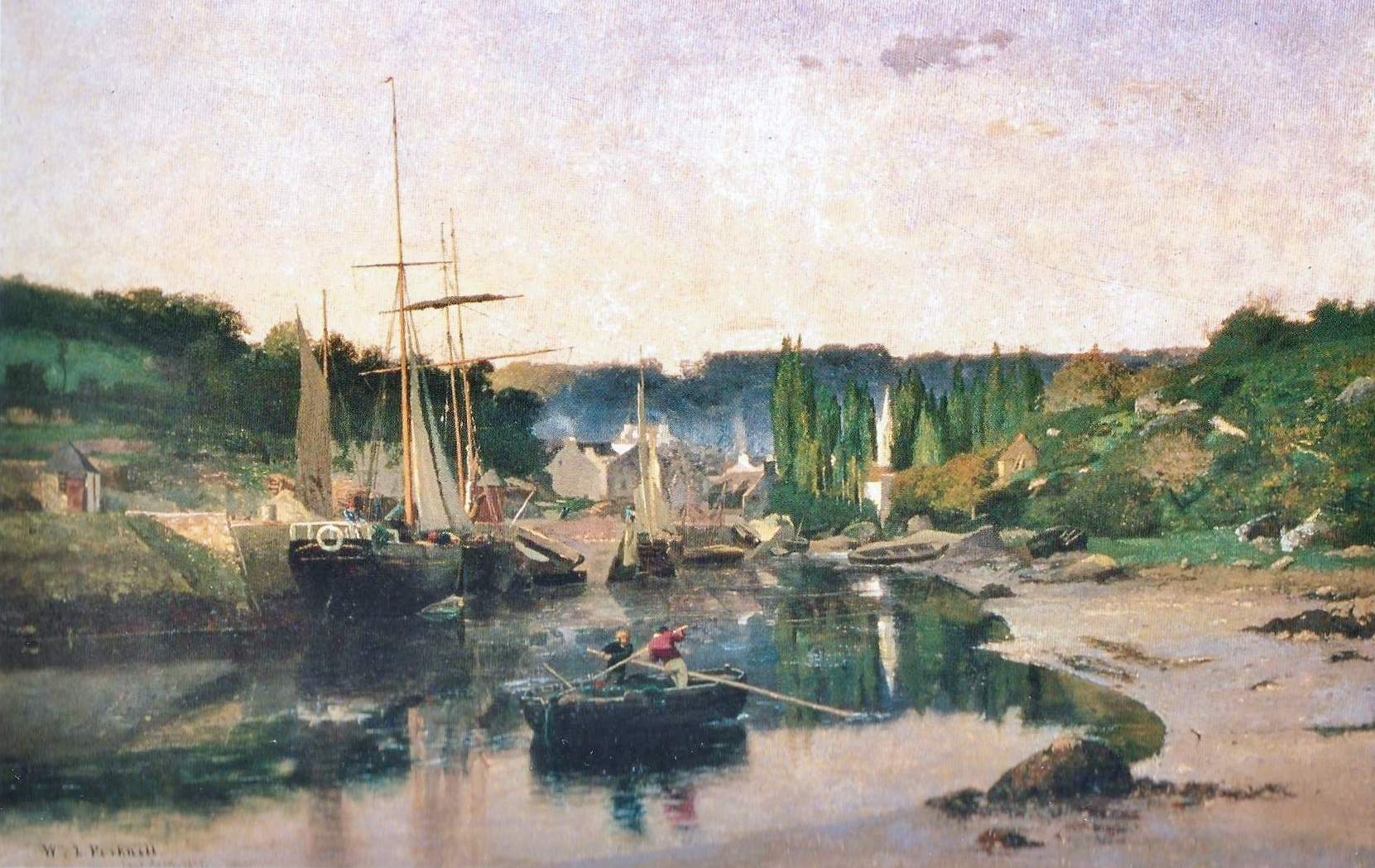
Le port de Pont-Aven (vers 1879, Phoenix Art Museum)
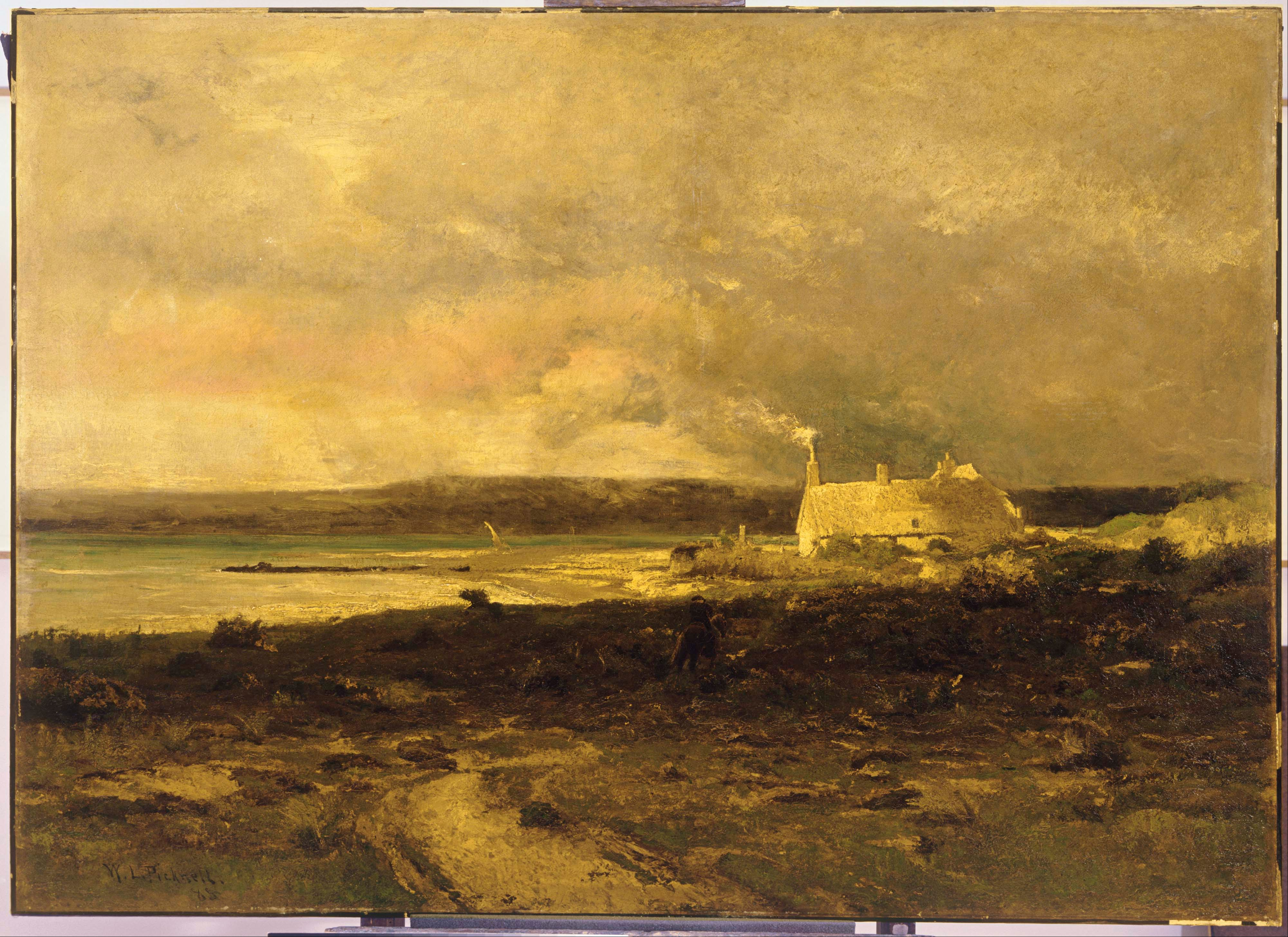
Cottage by the sea (1885)
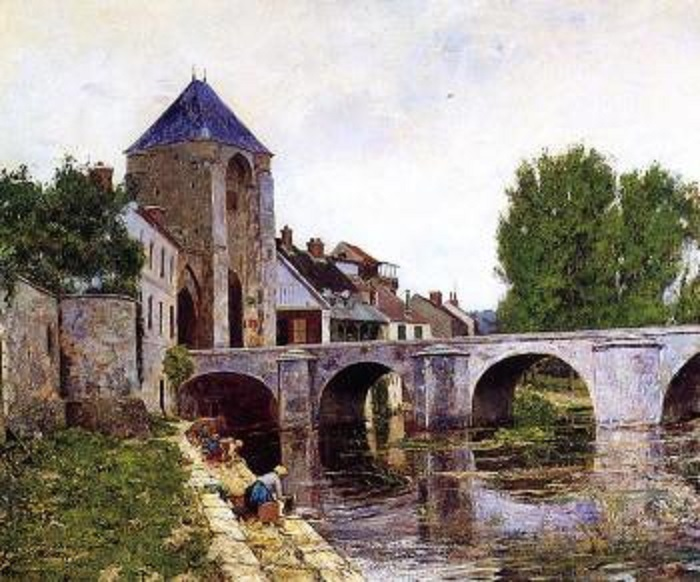
Jour gris, Moret (vers 1895)
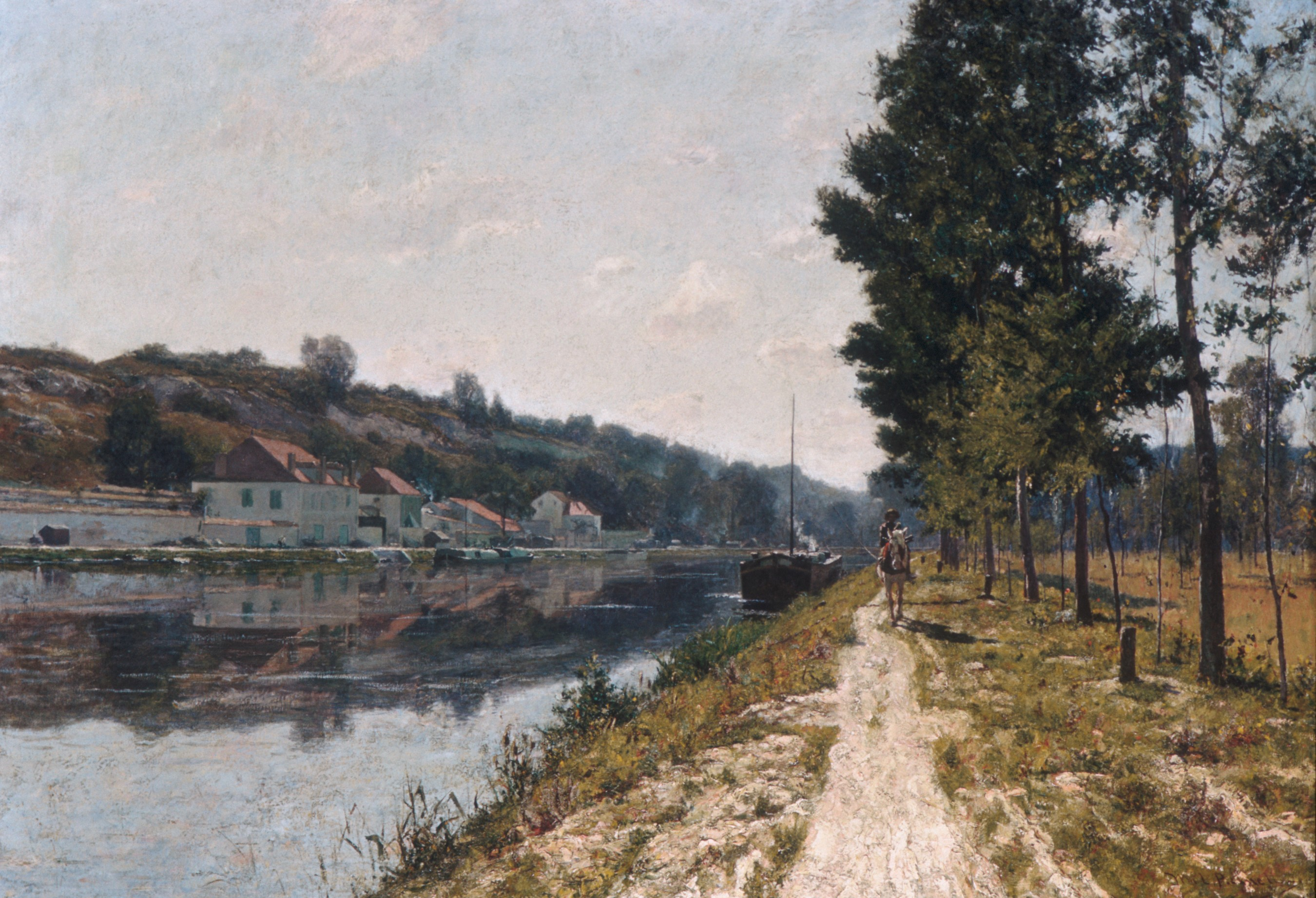
Banks Loing (Rives du Loing) (entre 1894 et 1897)
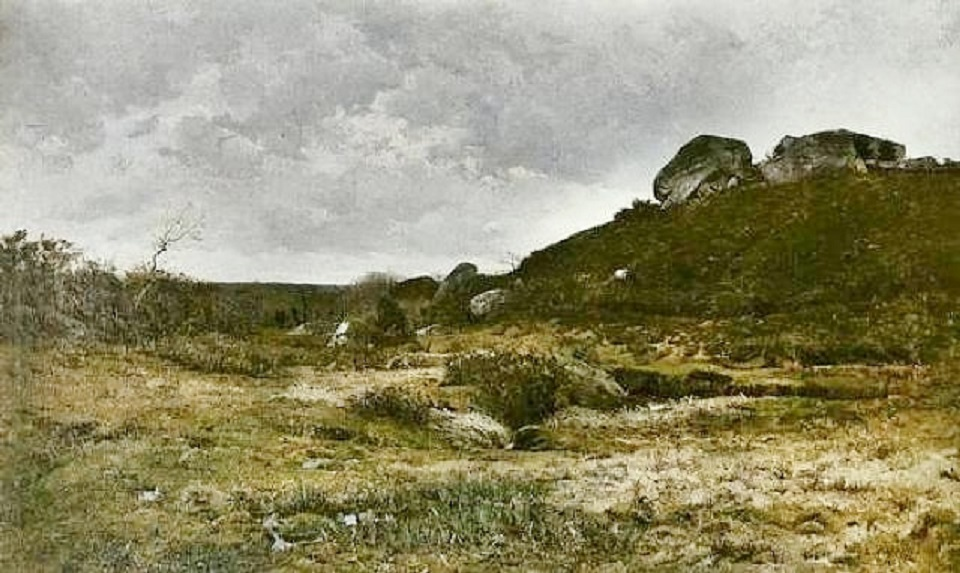
La lande de Kerran (Finistère) (1897)